# Josep Costa Ferrer
Josep Costa Ferrer (Eivissa, 7 de juny del 1876 - Palma, 9 de desembre del 1971) va ser dibuixant i caricaturista amb el pseudònim Picarol. També va exercir d'antiquari i d'arqueòleg aficionat.

## Biografia
De ben jove (1888), la seva família es va traslladar a Palma, on en Josep va començar estudiar a l'Escola de Belles Arts. Vuit anys més tard, juntament amb la seva família s'instal·là a Barcelona, on va abandonar els seus estudis d'arquitectura i començà a publicar caricatures i dibuixos polítics i socials d'un fort contingut irònic i satíric a les principals revistes il·lustrades: Cu-cut!, La Tomasa, El Rector de Vallfogona, La Rambla; es distingí sobretot pels seus treballs a L'Esquella de la Torratxa i a La Campana de Gràcia, dues de les principals revistes humorístiques barcelonines, on col·laborà durant més de trenta anys. Durant la seva carrera utilitzà diversos pseudònims, com Caray d'H i Sancho, però fou el de Picarol amb què aconseguí més gran popularitat. Tertulià en els Quatre Gats, hi conegué Picasso, Nonell, Mir, Opisso, Eugeni d'Ors, Ramon Casas i especialment Santiago Rusiñol, amb qui l'uní una amistat duradora; Costa fou el 1913 el creador gràfic del personatge de "El senyor Esteve", que es caracteritzà per l'allargat barret de copa i les ulleres fosques, i que utilitzà per fer humor crític i satíric. Durant la Primera Guerra Mundial, publicà el llibre anti-germànic Kultur antología bárbara de los tiempos modernos (1915), amb text de Rusiñol i caricatures de Costa. Participà en el Saló d'Humoristes del 1916 i publicà també a l'estranger, en revistes com L'Asino de Roma o Frivolidad, de Mèxic, entre d'altres. S'afeccionà a l'arqueologia i entre 1912 i 1916 engegà diverses excavacions a les Illes Balears.
El 1928 s'instal·là definitivament a Mallorca i hi obrí les Galeries Costa, punt de trobada dels artistes de les Pitiüses. Sense deixar de dibuixar, col·laborà amb articles i il·lustracions en periòdics illencs com l'Heraldo de Ibiza, Diario de Ibiza, El Día, La Nostra Terra i Baleares. Dissenyà els plànols de i promogué la urbanizació Cala d'Hort, a Mallorca, que després esdevindria Cala d'Or, a Santanyí. Fou autor i editor d'una col·lecció de guies turístiques de Mallorca i les Pitiüses en diversos idiomes (Guías Costa), les primeres que s'hi editaren; el primer volum, Mallorca, ixqué el 1929. També publicà la col·lecció La pintura mallorquina en el siglo XIX.
El 1925 comprà les peces del pati gòtic de Can Aiamans, dit també Posada de l'Estorell, un dels patis més espectaculars de Palma, que havia estat desmuntat anys enrere. Quatre anys més tard el vengué al marxant d'art Arthur Byne, qui el comprà per al magnat americà William Randolph Hearst, que se l'endugué als Estats Units. De llavors ençà, es desconeix la localització de les peces.
El seu nebot, Bartomeu Costa-Amic, esdevingué un dels editors més prolífics de l'exili mexicà.
Després de la seva mort rebé l'homenatge de les institucions de les illes (Ajuntament d'Eivissa, 1992, Arxiu Històric Municipal, 1996). des del 1981 i fins al 1998?, el Cercle de Belles Arts convoca el Premi de dibuix José Costa Ferrer "Picarol" a Palma. La historiadora Sonya Torres i Planells li dedicà la tesi doctoral en vint-i-vuit volums, que compendià en el volum "Josep Costa i Ferrer, Picarol: Un dibuixant eivissenc i el seu temps". El 2005, el Consell de Mallorca concedí a en Costa la seva Medalla d'Or.
L'Arxiu Històric d'Eivissa i Formentera (AHEiF) conserva dues col·leccions de caricatures de Picarol i el 1992 va organitzar la primera exposició d'aquest fons i sobre la seua figura i obra i va publicar el catàleg i el buidat de premsa que va servir per posteriors treballs d'investigaciò. Les restes arqueològiques que desenterrà es guarden al Museu Arqueològic de Barcelona, al Museu de Valldemossa i al Museu Arqueològic d'Eivissa.

## Fons documental a l'Arxiu Històric de la Ciutat de Barcelona
L'Arxiu Històric de la Ciutat de Barcelona (AHCB) conserva en els seus fons un nombre important de dibuixos originals de Josep Costa Ferrer, Picarol. Com és ben conegut, Picarol fou un caricaturista molt actiu a dues de les publicacions satíriques catalanes més emblemàtiques: La Campana de Gràcia i L'Esquella de la Torratxa. Dels dibuixos apareguts a la primera, l'AHCB custodia 818 originals que foren publicats entre 1903 i 1930, i dels publicats a la segona, en són 2.748 els originals de Picarol.
La col·lecció de dibuixos dipositats a l'AHCB que en el seu moment aparegueren publicats a La Campana de Gràcia i a L'Esquella de la Torratxa, sumen un total de 8.519 originals.